# Conseil du Mid Murray
Le Conseil du Mid Murray (Mid Murray Council) est une zone d'administration locale dans l'est de l'Australie-Méridionale en Australie. 
Il a été créé le 1er juillet 1996 par la fusion des anciens districts de Mannum, Morgan, Ridley-Truro et d'une partie de celui de Mount Pleasant.

## Villes
Les principales villes du district sont :
- Mannum ;
- Swan Reach ;
- Blanchetown ;
- Morgan ;
- Truro ;
- Palmer ;
- Tungkillo ;
- Cambrai.